# Dimensão de uma variedade algébrica
Em matemática, a dimensão de uma variedade algébrica V em geometria algébrica é definida, informalmente falando, como o número de funções racionais independentes que existem em V.
Por exemplo, uma curva algébrica tem por definição dimensão 1. Isto significa que dadas quaisquer duas funções racionais F e G, sobre elas deve-se satisfazer alguma relação polinomial
{\displaystyle P(F,G)=0}
Isto implica que F e G estão delimitadas a terem valores relacionados (até alguma finita liberdade de escolha): eles não podem ser verdadeiramente independentes.

## Definição formal
Para uma variedade algébrica V sobre um campo K, a dimensão de V é o grau de transcendência sobre K da função campo K(V) de todas as funções racionais sobre V, com valores em K.
Para a função campo mesmo ser definida, V aqui deve ser um conjunto algébrico irreduzível; em cujo caso a função campo (para uma variedade afim) é só o corpo de frações do anel de coordenadas de V. Usando equações polinomiais, é fácil definir conjuntos que tem 'dimensão mista': uma união de um curva e um plano no espaço, por exemplo. Estes não são irreduzíveis.